# Kenneth V. Jones
Kenneth Victor Jones (* 14. Mai 1924 in Bletchley, Vereinigtes Königreich; † 2. Dezember 2020) war ein britischer Musiker, Musiklehrer, Komponist und Filmkomponist.

## Leben und Wirken
Jones künstlerische Laufbahn begann in der südenglischen Grafschaft Kent unter dem wachsamen Auge seines Lehrers, des Chorleiters Sir Sydney Nicholson. Anschließend ging er 1938 mit einem Stipendium an die King's School in Canterbury, bis diese Lehrstätte während der Luftangriffe deutscher Bomber auf Südengland nach Cornwall ausgelagert werden musste. Trotz der Kriegsumstände fand Jones noch genügend Zeit für Studien am Klavier, der Orgel und dem Keyboard. Mit 17 Jahren meldete er sich freiwillig bei der Royal Air Force, die ihn für einen sechsmonatigen Kurs ans Queen’s College in Oxford schickte, um dort Musik und Philosophie zu studieren. Anschließend setzte man ihn als Navigator auf Sunderland-Flugbooten in Afrika und Fernost ein. Kurz vor Kriegsende, im März 1945, heiratete Jones.
1947 schrieb sich Kenneth Victor Jones am Royal College of Music in London-Kensington ein, um sich in Komposition, Dirigieren, Klavier- und Orgelspiel fortzubilden. Ein Stipendium ermöglichte ihm in den kommenden drei Jahren auch Studienaufenthalte in Rom und Siena. So umfassend ausgebildet, erhielt Kenneth V. Jones im Laufe der frühen 1950er Jahre Angebote sowohl von den Shepperton Studios als auch von den London Symphonic Players. Er unterwies zunächst Sänger und andere Vortragskünstler und begann nebenbei seit Mitte der 1950er Jahre auch Filmmusiken zu komponieren. Darüber hinaus war er auch weiterhin in anderen musikalischen Feldern tätig, etwa als Organist in einem Krematorium ebenso wie als Dirigent an der Philharmonie. In diesen Jahren wurde er Vater einer Tochter, Frances (geboren 1949), und eines Sohnes, Anthony (geboren 1953). Ab 1956 begann Kenneth Jones rund ein Jahrzehnt lang regelmäßig Filmmusiken zu schreiben. 1958 erhielt er eine Professur am Royal College of Music, und im selben Jahr gründete er das Metropolitan Symphony Orchestra.
Als die Rokeby Preparatory School seines Sohnes Anthony im Jahre 1966 aus Finanznot geschlossen werden sollte, sammelte und spendete Jones den Betrag von 50.000 Pfund Sterling, um dies zu verhindern und half bei der Gründung des Rokeby Educational Trust. Im Laufe der ausgehenden 1970er Jahre verlor Jones das Interesse an der Filmkomposition und wandte sich mit Beginn des darauf folgenden Jahrzehnts komplett anderen musikalisch-künstlerischen Feldern zu. Zum Jahresbeginn 2018 erschien eine siebenminütige Dokumentation, in der Jones Auskunft über seine Komposition zu dem Horrorfilm Frankenstein 70 – Das Ungeheuer mit der Feuerklaue gab.

## Filmografie
- 1956: The Buccaneers (Fernsehserie)
- 1957: Onkel George und seine Mörder (How to Murder a Rich Uncle)
- 1957: Treibgut der Leidenschaft (Sea Wife)
- 1957: Spiel mit dem Feuer (Fire Down Below)
- 1957: Kameraden der Luft (High Flight)
- 1957: Keine Zeit zu sterben (No Time to Die)
- 1958: Duell mit dem Tod (Intent to Kill)
- 1958: Des Pudels Kern (The Horse’s Mouth)
- 1958: Die Halskette (The Carringford School Mystery)
- 1958: Der Bandit von Zhobe (The Bandit of Zhobe)
- 1958: Fähre nach Hongkong (Ferry to Hong Kong)
- 1958: Vor uns die Hölle (Ten Seconds to Hell)
- 1959: Zur Hölle mit Sydney (The Siege of Pinchgut)
- 1960: Jazz Boat
- 1960: Oscar Wilde
- 1960: Dynamit und krumme Touren (There Was a Crooked Man)
- 1961: The Girl on the Boat
- 1962: Ein Toter sucht seinen Mörder (The Brain)
- 1962: Kairo – Null Uhr (Cairo)
- 1964: Das Verlangen (Psyche 59)
- 1964: Das Grab der Lygeia (The Tomb of Ligeia)
- 1966: Marokko 7 (Maroc 7)
- 1966: Frankenstein 70 – Das Ungeheuer mit der Feuerklaue (The Projected Man)
- 1971: Wer hat Tante Ruth angezündet? (Whoever Slew Auntie Roo?)
- 1972: Der Turm der lebenden Leichen (Tower of Evil)
- 1973: Paganini Strikes Again
- 1974: Professor Popper’s Problem
- 1976: Blind Man’s Bluff
- 1977: The Brute
- 1977: Leopard in the Snow
- 1981: Bank On Us (Kurzdokumentarfilm)